# Fort Peneda
Fort Peneda velika je utvrdna kula koja se nalazi na poluotoku Peneda na jugu Brijuna. Nije otvorena za javnost jer je utvrda i danas kasarna hrvatske vojske. 

## Više informacija
- Pulske fortifikacije
- Nacionalna udruga za fortifikacije Pula
- Povijest Pule
- Pula